# Kotlina Kaszmirska

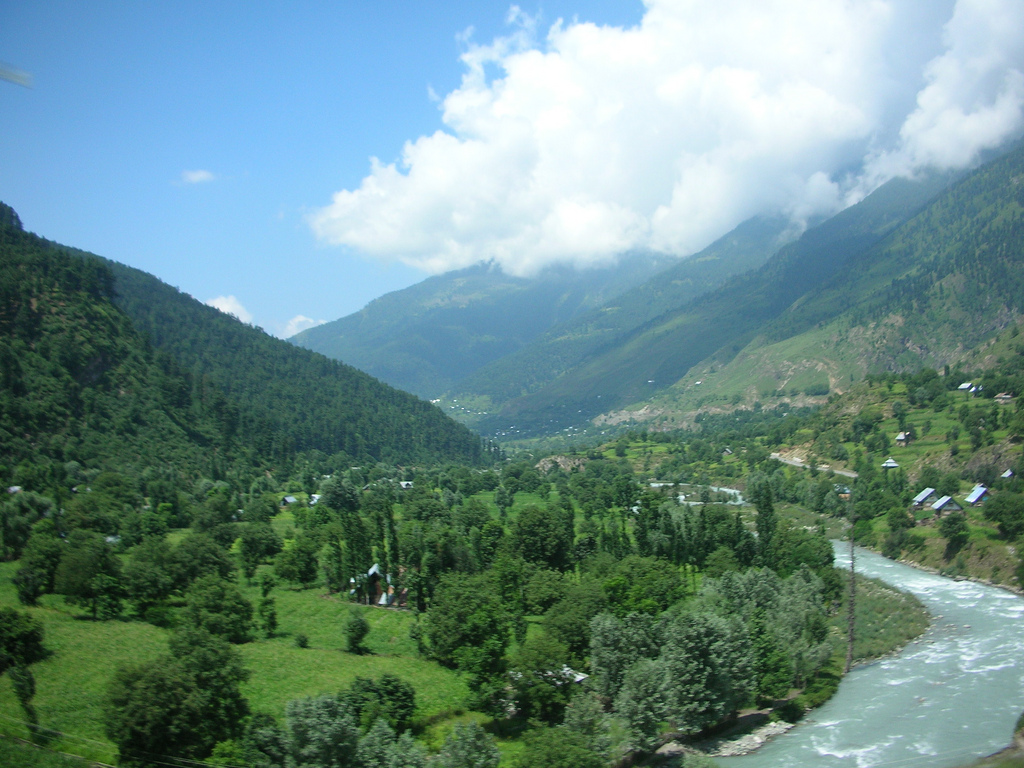
Kotlina Kaszmirska

Kotlina Kaszmirska (Dolina Kaszmirska; kaszmirski: कश्मीर वादी (dewanagari), کشمِیر وادی (pismo persko-arabskie), trl. Kaśmīr Vādī; hindi कश्मीर घाटी, trl. Kaśmīr Ghāṭī; ang. Kashmir Valley, Vale of Kashmir) – kotlina śródgórska w zachodnich Himalajach, w Indiach (stan Dżammu i Kaszmir), między górami Pir Pandźal i Himalajami Wysokimi.
Odwadniana przez rzekę Dźhelam kotlina leży na wysokości 1620 m n.p.m. Rozciąga się na długości ok. 135 km i szerokości ok. 32 km. Występuje dużo jezior (m.in. Wular, Dal, Nagin). Kotlinę otaczają wysokie góry (3600–4800 m n.p.m.), które zatrzymują obfite monsuny z południowego zachodu.
Średnia temperatura w styczniu wynosi -1 °C, natomiast w lipcu 22–23 °C; roczna suma opadów wynosi ok. 1000 mm. Kotlina jest porośnięta głównie lasami liściastymi z przewagą dębu, klonu i jesionu; na stokach dominują lasy iglaste. Żyzne gleby aluwialne sprzyjają rozwojowi rolnictwa. Dominują tarasowe uprawy ryżu, warzyw oraz sady owocowe. W kotlinie znajdują się liczne uzdrowiska klimatyczne. Występuje duże zagęszczenie ludności; główne miasto regionu to Śrinagar.